# Yves Ier de Bellême
Pour les articles homonymes, voir Yves de Bellême.
Yves Ier de Bellême ou Yves l'Ancien (Yvo Belesmensis) († av. 1er décembre 1012) est le premier seigneur connu de Bellême. Il semble être aussi considéré comme le fondateur de la famille de Bellême.

## Premier titulaire connu de la seigneurie de Bellême
Son existence, dans la deuxième moitié du Xe siècle et du début du XIe siècle, est attestée par cinq documents rédigés de son vivant ou peu après. L'acte le plus ancien, une charte sans date et rédigée vers l'an mil, aujourd'hui disparue et connu par une copie de la fin du XIe siècle, est la fondation par Yves Ier d'une nouvelle église dans l'enceinte du château de Bellême, Notre-Dame du Vieux-Château, pour son salut, celui de sa femme et de ses enfants. Un autre document mentionne une donation qu'il fait au profit de l'abbaye de Saint-Benoît-sur-Loire. Il est également mentionné dans des actes de ses fils. Ceci est complété par des témoignages d'Orderic Vital au XIIe siècle, de Robert de Torigny ou par les moines de Sées et de Troarn aux XIIe et XIIIe siècles. Robert de Torigny le qualifie de puissant et sage.
La Vita Gauzlini, écrite vers 1043 par le moine André, rapporte qu'au début du XIe siècle Yves de Bellême donne son domaine de Magny à l'abbé Gauzlin. À sa mort, son fils Guillaume Ier le confisque pour ne le restituer qu'à la suite de l'intervention de Gauzlin lui-même. Ce passage, qui a lieu dans le récit entre le début de l'abbatiat de Gauzlin en 1005 et son accession à l'archevêché de Bourges le 1er décembre 1012, permet d'inscrire le décès d'Yves l'Ancien durant cette période. Les dates de 979 et 997, avancées par des auteurs anciens, sont sans fondements.
Son fils, Guillaume Ier, lui succède à la tête de la seigneurie de Bellême.

## Confusion avec Yves de Creil
Orderic Vital, qui malgré un contexte historique établi, change cette vision des choses. Il reporte l'histoire d'Yves Ier de Bellême à  l'époque du roi Louis IV d'Outremer (936-954) et du duc de Normandie Richard Ier (942-996). Il paraît vouloir confondre en un seul personnage Yves Ier de Bellême et un certain Yves de Creil. Il y a un écart d'une génération, et Gérard Louise laisse en suspens cette question, ne cherchant pas comme d'autres à faire coïncider ces deux personnages.
L'identification entre Yves de Bellême et Yves de Creil est toutefois l'objet d'un débat,,. En effet, chronologiquement, il semble peu plausible que le comploteur des années 943-945 soit Yves de Bellême, lequel meurt après 1005. Orderic Vital s'est-il trompé ? L'historien Geoffrey H. White émet l'hypothèse qu'Yves l'Ancien est le fils d'Yves de Creil. Néanmoins, si Yves de Creil a certainement existé, il n'existe pas de preuve d'un lien entre lui et les seigneurs de Bellême.

## Titres, propriétés et donations
Selon G. Louise, on peut penser que la famille de Bellême a la maîtrise d'une partie des massifs forestiers entre la Normandie et le Maine : Bellême et Perche, Perseigne et Andaine. En effet, Yves l'Ancien, lors de la fondation d'une nouvelle église dans l'enceinte du château de Bellême, donne Saint-Jean-de-la-Forêt, Dancé, Berd'huis ainsi que l'église de Saint-Martin de Livet située en lisière de la forêt de Perseigne. Celle-ci faisait, selon Gérard Louise, partie de l'honor comtal, dont le transfert d'autorité a eu lieu au tournant de l'an mil. Yves de Bellême donne son domaine de Magny à l'abbé Gauzlin au début du XIe siècle. Les moines de Marmoutier évoquent vers 1060-1070 « la terre d'Yves l'Ancien de Bellême » située au Mans dans un acte en faveur de l'abbaye.

## Famille
Son épouse est Godehilde, Godehildis († ap. 1005).
Citée par trois sources différentes, son origine est inconnue. Quatre hypothèses existent mais la première semble le mieux correspondre dans l'état des connaissances actuelles :
- une sœur de Sigefroi († entre 998 et 1004), évêque du Mans, selon de Geoffrey H. White et Gérard Louise[2] ;
- une femme issue du lignage des vicomtes du Maine, hypothèse déduite des travaux de J. Depoin ;
- une sœur de Liégeard, fille du comte Herbert II de Vermandois et épouse de Thibaud le Tricheur, selon Joseph Depoin et reprise par Michel Bur ;
- la vénérable Geila et qui la rattacherait également à la famille de Vermandois, hypothèse formulée par H. Prentout.

Elle survit à son mari, selon une donation conjointe avec son fils Guillaume en faveur de l'église Notre-Dame et Saint-Léonard de Bellême.
Il est possible, selon Gérard Louise, que le lieu de sépulture des deux époux soit l'église fondée par Yves vers l'an mil, suivant une légende rapportée au début du XVIIe siècle.
Ils ont eu 5 enfants : 
- Guillaume Ier de Bellême († v. 1030), 2e seigneur de Bellême ;
- Avesgaud († 27 octobre 1036), devient évêque du Mans en succédant à son oncle Sigefroi ;
- Yves II, 4e seigneur de Bellême ;
- Hildeburge († 27 octobre 1024), qui épouse Hamon, 1er seigneur du Château-du-Loir ;
- Godehilde, qui épouse : 1° Albert Ier Le Riche, seigneur de Gallardon[8] (à moins que ce ne soit sa sœur Hildeburge qui soit l'épouse d'Albert/Aubert Ier Le Riche, en premières noces avant de marier Hamon de Château-du-Loir : les deux versions existent) ; 2° (et/ou) Raoul III de Beaumont-au-Maine, vicomte du Maine[1].

### Sources
- Guillaume de Jumièges, Orderic Vital, Robert de Torigni, Histoire des ducs de Normandie, éd. Guizot, 1826.
- Orderic Vital, Histoire de la Normandie (Historia ecclesiastica), éd. Guizot, 1825, tome III.
- M. Barret, éd., Cartulaire de Marmoutier pour le Perche, Mortagne, 1894.
- Seigneurs de Bellême dans Medieval Lands.